# San Marino Open 2023
Il San Marino Open 2023 è stato un torneo maschile di tennis professionistico giocato sulla terra rossa. È stata la 30ª edizione del torneo, facente parte della categoria Challenger 125 nell'ambito dell'ATP Challenger Tour 2023. Si è giocato al Centro tennis Fonte dell'Ovo di San Marino dal 31 luglio al 6 agosto 2023.

## Partecipanti

### Teste di serie
| Nazionalità | Giocatore        | Ranking* | Testa di serie |
| ----------- | ---------------- | -------- | -------------- |
| Francia     | Alexandre Müller | 81       | 1              |
| Spagna      | Jaume Munar      | 104      | 2              |
| Belgio      | David Goffin     | 111      | 3              |
| Italia      | Fabio Fognini    | 137      | 4              |
| Italia      | Flavio Cobolli   | 148      | 5              |
| Belgio      | Kimmer Coppejans | 163      | 6              |
| Rep. Ceca   | Zdeněk Kolář     | 168      | 7              |
| Australia   | Marc Polmans     | 170      | 8              |

* Ranking al 24 luglio 2023.

### Altri partecipanti
I seguenti giocatori hanno ricevuto una wild card per il tabellone principale:
- Flavio Cobolli
- Marco De Rossi
- Fabio Fognini

I seguenti giocatori sono passati dalle qualificazioni:
- Valentin Vacherot
- Kyrian Jacquet
- Alexander Weis
- Marcello Serafini
- Enrico Dalla Valle
- Carlos Taberner

## Punti e montepremi
| Torneo    | Torneo              | V      | F      | SF    | QF    | 2T    | 1T    | Q | Q2  | Q1  |
| Singolare | Punti               | 125    | 75     | 45    | 25    | 11    | 0     | 5 | 2   | 0   |
| Singolare | Premi in denaro (€) | 19,650 | 11,570 | 6,850 | 3,990 | 2,345 | 1,420 | – | 710 | 355 |
| Doppio    | Punti               | 125    | 75     | 45    | 25    | –     | 0     | – | –   | –   |
| Doppio    | Premi in denaro (€) | 8,420  | 4,900  | 2,940 | 1,750 | –     | 990   | – | –   | –   |

## Campioni

### Singolare
Jaume Munar ha battuto in finale  Andrea Pellegrino con il punteggio di 6–4, 6–1.

### Doppio
Ivan Liutarevich /  Vladyslav Manafov hanno battuto in finale  Théo Arribagé /  Luca Sanchez con il punteggio di 6–4, 7–6(8).